# Viggo Malmqvist
Viggo Anders Frederik Malmqvist (Copenaghen, 5 gennaio 1892 – Copenaghen, 18 luglio 1913) è stato un calciatore danese.

## Carriera

### Nazionale
Prese parte, con la sua Nazionale, hai Giochi olimpici del 1912 dove vinse la medaglia d'argento.

## Palmarès

### Nazionale
- Argento olimpico: 1

Stoccolma 1912